# Rötliche Laubschnecke

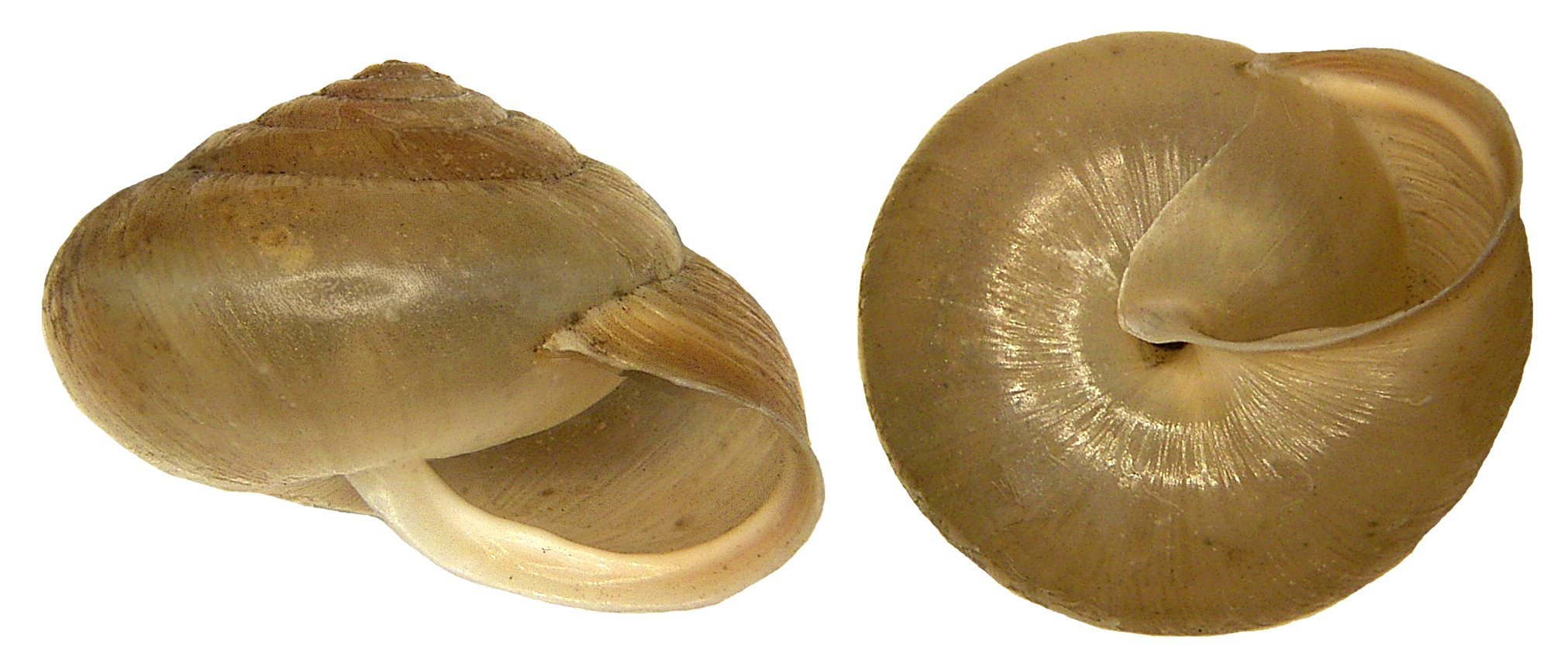
Gehäuse der Rötlichen Laubschnecke

Die Rötliche Laubschnecke (Monachoides incarnatus), auch Inkarnatschnecke, ist eine Schneckenart aus der Familie der Laubschnecken (Hygromiidae) aus der Ordnung der Landlungenschnecken (Stylommatophora).

## Merkmale
Das Gehäuse misst ausgewachsen 9 bis 11 mm × 13 bis 16 mm (6 bis 11 mm × 10 bis 16 mm). Es ist niedrig-kegelförmig und im Gesamthabitus kugelförmig. Es weist 6 bis 6,5 Umgänge auf, die regelmäßig zunehmen. Die letzte Windung senkt sich kurz vor der Mündung etwas ab. Der Mündungsrand ist umgebogen mit einer kräftigen Innenlippe versehen; im Umriss ist der Mündungsrand elliptisch. Bei Populationen in der Südschweiz kann sogar ein Zahn ausgebildet sein. Der Mündungsrand ist rot gefärbt, die Innenlippe weiß. Der Nabel ist zumindest teilweise offen, aber sehr eng (ca. 1/10 des Durchmessers). Er kann durch die umgeschlagene Spindelfalte teilweise verdeckt sein.
Die Farbe des Gehäuses variiert von gelbgrau zu meist rötlichbraun, woraus sich der Name ableitet. Die Oberfläche ist stumpf glänzend und mit einer sehr feinen und regelmäßigen Gitterskulptur versehen. Das Muster sieht aus wie sehr regelmäßige, schmale, längliche Fischschuppen. Ungefähr 130 derartige Schuppen kommen auf einen Quadratmillimeter. Dieses Muster ist sehr charakteristisch und erlaubt sogar die Zuordnung von Schalenbruchstücken zu dieser Art.
Der Weichkörper des Tieres ist meist blassrot; der vordere Teil dunkelgrau. Allerdings variiert die Farbe des Weichkörpers beträchtlich; sie kann bis zu tiefschwarz reichen. Auch Albinismus kommt vor. Im zwittrigen Geschlechtsapparat mündet der wenig gewundene Samenleiter (Vas deferens) in den Epiphallus. Der Epiphallus ist vergleichsweise kurz, nur wenig länger als das wurmförmige Flagellum. Auch der annähernd zylindrische Penis ist sehr lang, deutlich länger als der Epiphallus. Der Penisretraktormuskel setzt am distalen Bereich des Epiphallus nahe Übergangsbereich zum Penis an. Die Vagina ist sehr lang, drei bis viermal länger als der freie Eileiter. Am distalen Teil der Vagina setzt der sehr große, keulenförmige Pfeilsack an. Er enthält nur einen einzigen Liebespfeil. Nahe dem Abzweig der Spermathek sitzen zwei bis drei Glandulae mucosae an der Vagina, die sich noch jeweils in zwei bis fünf Arme auftrennen. Der Stiel der Spermatheca ist sehr lang, die Blase kommt fast auf Höhe der Albumindrüse zu liegen.

### Ähnliche Arten
Das Gehäuse der Rötlichen Laubschnecke unterscheidet sich von der Südöstlichen Laubschnecke (Monachoides vicinus) durch die mehr abgeflachte Oberseite, den offenen Nabel und das feinere Muster auf der Oberfläche. Anderen gehäusemorphologisch sehr ähnlichen Formen fehlt das retikulate Muster.

## Geographische Verbreitung und Lebensraum
Die Rötliche Laubschnecke kommt in West- und Zentraleuropa, im Norden bis Südschweden sowie im Süden bis nach Norditalien vor. Das Verbreitungsgebiet erstreckt sich über Polen, Österreich, Ungarn, Rumänien bis nach Bulgarien, die Ukraine und Südrussland.
Die Art lebt unter Steinen, Büschen und Blättern in der Laubstreu feuchter Wälder, an Gewässerufern, aber meist sehr zerstreut. Seltener ist die Art auch in Gärten, Weinbergen oder Kiefernwäldern zu finden. In geeigneten Habitaten kann jedoch eine große Individuendichte erreicht werden. Juvenile Tiere werden auch auf Bäumen oder in der Krautschicht kletternd gefunden. In der Schweiz und Bulgarien steigt die Art bis auf 1600 m über Meereshöhe an.

## Lebensweise und Fortpflanzung
Die Art lebt von frischem Pflanzenmaterial, Früchten und Wurzeln, die jungen Tiere auch von zersetzendem Pflanzenmaterial. Die Fortpflanzung findet vermutlich im Spätsommer statt. Die Eier werden zumindest im Spätsommer in Erdhöhlen, die von den Tieren gegraben werden in Gruppen von 15 bis 71 Stück abgelegt (20 bis 60 Eier). Das einzelne Ei hat einen Durchmesser von 1,5 bis 2 mm. Die Jungen schlüpfen nach 17 bis 24 Tagen aus dem Ei. Die Tiere erreichen ein Alter bis zu zwei Jahren.

## Taxonomie
Die Art wurde 1774 von Otto Friedrich Müller unter dem Namen Helix incarnata erstmals wissenschaftlich beschrieben. Es ist die Typusart der Gattung Monachoides Gude & Woodward, 1921.

## Gefährdung
Die Art ist in ihrem Verbreitungsgebiet und auch in Deutschland nicht gefährdet.

## Belege

### Online
- AnimalBase